# Alan Czerwiński
Alan Czerwiński (Olkusz, 2 febbraio 1993) è un calciatore polacco, difensore del GKS Katowice.

## Caratteristiche tecniche
È un terzino destro, ma può giocare anche come esterno di centrocampo essendo dotato di spiccate doti offensive.
Ha un buon piede, grazie al quale viene spesso incaricato di calciare i corner o i calci piazzati in generale.

## Carriera

### Club
Cresciuto nelle giovanili del Wisła Kraków prima e del Rekord Bielsko-Biała poi, Czerwiński passa al GKS Katowice nel 2012, con il quale esordisce in I Liga, secondo livello del calcio polacco. Nel corso di cinque stagioni con la maglia gialloverde, gioca più di cento gare, realizzando due reti.
Il 19 agosto 2017 viene annunciato il suo passaggio allo Zagłębie Lubin, con cui esordisce in Ekstraklasa. Realizza il suo primo gol nella massima serie il 12 agosto 2017, nella trasferta di Poznań contro il Lech.
Dopo tre buone stagioni va in scadenza, e nel mercato invernale del 2020 viene acquistato dal Lech Poznań, che però decide di lasciarlo in prestito a Lubin sino al termine della stagione.
Debutta con la nuova maglia il 15 agosto 2020, in occasione della gara di Puchar Polski contro l'Odra Opole. Pochi giorni più tardi, il 27 agosto 2020, arriva il suo esordio internazionale, durante i preliminari di UEFA Europa League nel match casalingo contro i lettoni del Valmiera. Complice la cessione di Robert Gumny, Czerwiński si ritrova ad essere temporaneamente l'unica opzione sulla fascia destra per il tecnico Żuraw, e diventa perciò un titolare inamovibile nelle prime uscite stagionali.
Il 22 ottobre gioca da titolare la partita di Europa League contro il Benfica, servendo l'assist per il momentaneo gol dell'1-1. A maggio 2022 si laurea campione di Polonia.

### Nazionale
Il 6 ottobre 2020 viene convocato per la prima volta dal CT Jerzy Brzęczek per le gare di UEFA Nations League. Debutta al 62' dell'amichevole contro la Finlandia, subentrando al terzino della Sampdoria Bartosz Bereszyński.

## Statistiche

### Presenze e reti nei club
Statistiche aggiornate al 23 maggio 2022.
| Stagione            | Squadra             | Campionato          | Campionato | Campionato | Coppe nazionali | Coppe nazionali | Coppe nazionali | Coppe continentali | Coppe continentali | Coppe continentali | Altre coppe | Altre coppe | Altre coppe | Totale | Totale |
| Stagione            | Squadra             | Comp                | Pres       | Reti       | Comp            | Pres            | Reti            | Comp               | Pres               | Reti               | Comp        | Pres        | Reti        | Pres   | Reti   |
| ------------------- | ------------------- | ------------------- | ---------- | ---------- | --------------- | --------------- | --------------- | ------------------ | ------------------ | ------------------ | ----------- | ----------- | ----------- | ------ | ------ |
| 2012-2013           | GKS Katowice        | 1L                  | 24         | 0          | PP              | 0               | 0               | -                  | -                  | -                  | -           | -           | -           | 24     | 0      |
| 2013-2014           | GKS Katowice        | 1L                  | 27         | 1          | PP              | 2               | 0               | -                  | -                  | -                  | -           | -           | -           | 29     | 1      |
| 2014-2015           | GKS Katowice        | 1L                  | 24         | 1          | PP              | 1               | 0               | -                  | -                  | -                  | -           | -           | -           | 25     | 1      |
| 2015-2016           | GKS Katowice        | 1L                  | 32         | 0          | PP              | 3               | 0               | -                  | -                  | -                  | -           | -           | -           | 35     | 0      |
| 2016-2017           | GKS Katowice        | 1L                  | 30         | 0          | PP              | 0               | 0               | -                  | -                  | -                  | -           | -           | -           | 30     | 0      |
| Totale GKS Katowice | Totale GKS Katowice | Totale GKS Katowice | 137        | 2          |                 | 6               | 0               |                    | -                  | -                  |             | -           | -           | 143    | 2      |
| 2017-2018           | Zagłębie Lubin      | EK                  | 31         | 1          | PP              | 2               | 0               | -                  | -                  | -                  | -           | -           | -           | 33     | 1      |
| 2018-2019           | Zagłębie Lubin      | EK                  | 16         | 0          | PP              | 0               | 0               | -                  | -                  | -                  | -           | -           | -           | 16     | 0      |
| 2019-2020           | Zagłębie Lubin      | EK                  | 31         | 1          | PP              | 3               | 0               | -                  | -                  | -                  | -           | -           | -           | 34     | 1      |
| Totale Zaglebie     | Totale Zaglebie     | Totale Zaglebie     | 47         | 2          |                 | 5               | 0               |                    | -                  | -                  |             | -           | -           | 52     | 2      |
| 2020-2021           | Lech Poznań         | EK                  | 25         | 0          | PP              | 4               | 0               | UEL                | 9                  | 0                  | -           | -           | -           | 38     | 0      |
| 2021-2022           | Lech Poznań         | EK                  | 11         | 1          | PP              | 3               | 1               | -                  | -                  | -                  | -           | -           | -           | 14     | 2      |
| Totale carriera     | Totale carriera     | Totale carriera     | 220        | 5          |                 | 18              | 1               |                    | 9                  | 0                  |             | -           | -           | 247    | 6      |

### Cronologia presenze e reti in nazionale
| Cronologia completa delle presenze e delle reti in nazionale ― Polonia | Cronologia completa delle presenze e delle reti in nazionale ― Polonia | Cronologia completa delle presenze e delle reti in nazionale ― Polonia | Cronologia completa delle presenze e delle reti in nazionale ― Polonia | Cronologia completa delle presenze e delle reti in nazionale ― Polonia | Cronologia completa delle presenze e delle reti in nazionale ― Polonia | Cronologia completa delle presenze e delle reti in nazionale ― Polonia | Cronologia completa delle presenze e delle reti in nazionale ― Polonia |
| Data                                                                   | Città                                                                  | In casa                                                                | Risultato                                                              | Ospiti                                                                 | Competizione                                                           | Reti                                                                   | Note                                                                   |
| ---------------------------------------------------------------------- | ---------------------------------------------------------------------- | ---------------------------------------------------------------------- | ---------------------------------------------------------------------- | ---------------------------------------------------------------------- | ---------------------------------------------------------------------- | ---------------------------------------------------------------------- | ---------------------------------------------------------------------- |
| 7-10-2020                                                              | Danzica                                                                | Polonia                                                                | 5 – 1                                                                  | Finlandia                                                              | Amichevole                                                             | -                                                                      | 62’                                                                    |
| Totale                                                                 |                                                                        | Presenze                                                               | 1                                                                      |                                                                        | Reti                                                                   | 0                                                                      |                                                                        |

## Palmarès

### Club

#### Competizioni nazionali
- Campionato polacco: 1

Lech Poznań: 2021-2022